# یودرکی کونترراس
یودرکی کونترراس (اسپانیایی: Yuderqui Contreras‎؛ زادهٔ ۲۷ مارس ۱۹۸۶) وزنه‌بردار اهل جمهوری دومینیکن است.